# Sommerbiathlon-Weltmeisterschaften 2017
Die Sommerbiathlon-Weltmeisterschaften 2017 fanden vom 24. bis zum 27. August 2017 zum ersten Mal im Nationalen Wintersportzentrum an der Sneschinka in Tschaikowski in der Region Perm statt. Es war die insgesamt fünfte Austragung der Meisterschaften in Russland.
Vor ihrem Heimpublikum zeigten sich die russischen Athleten erwartungsgemäß dominant, von zehn möglichen Goldmedaillen gingen acht nach Russland.

## Zeitplan
| Datum            | Männer | Männer                | Frauen                | Frauen                 |
| ---------------- | ------ | --------------------- | --------------------- | ---------------------- |
| 25. August (Fr.) | 8:00   | Mixedstaffel Junioren | Mixedstaffel Junioren | Mixedstaffel Junioren  |
| 25. August (Fr.) | 11:00  | Mixedstaffel Senioren | Mixedstaffel Senioren | Mixedstaffel Senioren  |
| 26. August (Sa.) | 15:00  | Sprint Junioren       | 7:30                  | Sprint Juniorinnen     |
| 26. August (Sa.) | 10:00  | Sprint Senioren       | 12:30                 | Sprint Seniorinnen     |
| 27. August (So.) | 14:00  | Verfolgung Junioren   | 7:30                  | Verfolgung Juniorinnen |
| 27. August (So.) | 10:00  | Verfolgung Senioren   | 12:00                 | Verfolgung Seniorinnen |

## Medaillenspiegel
| Platz | Land      |   |   |   |    |
| ----- | --------- | - | - | - | -- |
| 01    | Russland  | 8 | 5 | 5 | 18 |
| 02    | Ukraine   | 1 | 2 | 1 | 4  |
| 03    | Belarus   | 1 | 1 | 1 | 3  |
| 04    | Slowakei  | – | 2 | 2 | 4  |
| 05    | Bulgarien | – | – | 1 | 1  |

## Ergebnisse

### Mixed
| Rang | Name                                                                                        |
| ---- | ------------------------------------------------------------------------------------------- |
| 1    | RusslandUljana Kaischewa Swetlana Slepzowa Alexei Wolkow Anton Schipulin                    |
| 2    | SlowakeiPaulína Fialková Ivona Fialková Tomáš Hasilla Matej Kazár                           |
| 3    | UkraineJulija Schurawok Marija Panfilowa Anton Myhda Maksym Iwko                            |
| 4    | BelarusDarja Jurkewitsch Kristina Iltschenko Uladsimir Tschapelin Sergei Botscharnikow      |
| 5    | KasachstanGalina Wischnewskaja Darja Ussanowa Wassili Podkorytow Maxim Braun                |
| 6    | MoldauAlla Ghilenko Anastassija Nytschyporenko Liviu Dubălari Nicolae Gaiduc                |
| 7    | MongoleiOyunchimeg Dulamsuren Ariunzul Enkhbayar Gantulga Otgondavaa Munkh-Erdene Enkhbayar |

| Rang | Name                                                                                  |
| ---- | ------------------------------------------------------------------------------------- |
| 1    | RusslandKristina Reszowa Walerija Wasnezowa Nikita Porschnew Igor Malinowski          |
| 2    | UkraineChrystyna Dmytrenko Anna Krywonos Witalij Trusch Taras Lessjuk                 |
| 3    | BelarusNastassja Anufryjewa Dsinara Alimbekawa Ihar Karpjuk Anton Smolski             |
| 4    | TürkeiGulsah Aga Zeynep Elif Durlanık Zana Öztunç Okan Alalma                         |
| 5    | KasachstanJelisaweta Beltschenko Jewgenija Krassikowa Dmitri Kolesnikow Roman Jeremin |
| 6    | RumänienKatalin Potyo Ana Cotruș Hunor Gegő Raul Flore                                |
| 7    | SlowakeiJúlia Machyniaková Veronika Machyniaková Šimon Bartko Matej Baloga            |

### Herren
| Rang | Name                  |
| ---- | --------------------- |
| 1    | Uladsimir Tschapelin  |
| 2    | Alexei Wolkow         |
| 3    | Tomáš Hasilla         |
| 4    | Alexander Petschonkin |
| 5    | Krassimir Anew        |
| 6    | Anton Schipulin       |
| 7    | Maxim Braun           |
| 8    | Pietro Dutto          |
| 9    | Raman Jaljotnau       |
| 10   | Michal Šíma           |

| Rang | Name                  |
| ---- | --------------------- |
| 1    | Alexei Wolkow         |
| 2    | Anton Schipulin       |
| 3    | Krassimir Anew        |
| 4    | Sergei Kljatschin     |
| 5    | Tomáš Hasilla         |
| 6    | Uladsimir Tschapelin  |
| 7    | Alexander Petschonkin |
| 8    | Maxim Burtassow       |
| 9    | Florent Claude        |
| 10   | Maxim Braun           |

### Damen
| Rang | Name                 |
| ---- | -------------------- |
| 1    | Swetlana Slepzowa    |
| 2    | Paulína Fialková     |
| 3    | Olga Dmitrijewa      |
| 4    | Uljana Kaischewa     |
| 5    | Nadija Bjelkina      |
| 6    | Julija Schurawok     |
| 7    | Galina Wischnewskaja |
| 8    | Darja Jurkewitsch    |
| 9    | Natalja Gerbulowa    |
| 10   | Alina Raikowa        |

| Rang | Name                 |
| ---- | -------------------- |
| 1    | Swetlana Slepzowa    |
| 2    | Nadija Bjelkina      |
| 3    | Paulína Fialková     |
| 4    | Olga Dmitrijewa      |
| 5    | Baiba Bendika        |
| 6    | Darja Jurkewitsch    |
| 7    | Olga Schesterikowa   |
| 8    | Uljana Kaischewa     |
| 9    | Natalja Gerbulowa    |
| 10   | Galina Wischnewskaja |

### Junioren
| Rang | Name              |
| ---- | ----------------- |
| 1    | Igor Malinowski   |
| 2    | Wassili Tomschin  |
| 3    | Nikita Porschnew  |
| 4    | Taras Lessjuk     |
| 5    | Roman Jeremin     |
| 6    | Stepan Parfenow   |
| 7    | Hunor Gegő        |
| 8    | Zana Öztunç       |
| 9    | Nikolai Dmitrijew |
| 10   | Anton Smolski     |

| Rang | Name              |
| ---- | ----------------- |
| 1    | Taras Lessjuk     |
| 2    | Igor Malinowski   |
| 3    | Stepan Parfenow   |
| 4    | Šimon Bartko      |
| 5    | Wassili Tomschin  |
| 6    | Anton Smolski     |
| 7    | Liviu Dubălari    |
| 8    | Nikolai Dmitrijew |
| 9    | Hunor Gegő        |
| 10   | Raul Flore        |

### Juniorinnen
| Rang | Name                   |
| ---- | ---------------------- |
| 1    | Kristina Reszowa       |
| 2    | Dsinara Alimbekawa     |
| 3    | Walerija Wasnezowa     |
| 4    | Natalja Uschkina       |
| 5    | Julija Konschyna       |
| 6    | Chrystyna Dmytrenko    |
| 7    | Jekaterina Moschkowa   |
| 8    | Anna Krywonos          |
| 9    | Ljubow Kypjatschenkowa |
| 10   | Xenija Schuschkowa     |

| Rang | Name                   |
| ---- | ---------------------- |
| 1    | Natalja Uschkina       |
| 2    | Kristina Reszowa       |
| 3    | Walerija Wasnezowa     |
| 4    | Anna Krywonos          |
| 5    | Julija Konschyna       |
| 6    | Dsinara Alimbekawa     |
| 7    | Jekaterina Moschkowa   |
| 8    | Xenija Schuschkowa     |
| 9    | Ljubow Kypjatschenkowa |
| 10   | Nastassja Anufryjewa   |